# Нік Крат
Микола (Нік) Крат (англ. Nick Krat, нар. 24 лютого 1943, Райхскомісаріат Україна) — колишній українсько-американський футбольний захисник, який професійно грав у Національній футбольній лізі Чикаго та Північноамериканській футбольній лізі.
Він провів чотирнадцять матчів за національну футбольну команду Сполучених Штатів між 1968 і 1972 роками.

## Молодіжна кар'єра
Крат, уродженець України, навчався в коледжі Мічиганського державного університету, де грав у футбольній команді і був її капітаном. У 1965 році він був названий MVP серед захисників турніру NCAA після сезону. У цей сезон Крат був включений до складу символічної збірної турніру.

## Клубна кар'єра
У 1962 році Крат почав свою кар'єру в «УАСТ Леви» Національної футбольної ліги Чикаго (NSLC). Відіграв за «левів» всі сезони до 1974 року, за винятком двох. У 1967 році він почав сезон як центральний захисник у «Чикаго Сперс» Національної професійної футбольної ліги (NPSL), перш ніж перейти до «Сент-Луїс Старс». У 1968 році NPSL об'єдналася з Об'єднаною футбольною асоціацією, щоб сформувати Північноамериканську футбольну лігу. Після злиття, Крат провів ще один сезон, 1968, з «зірками», цього разу в NASL. Він виграв чемпіонати NSLC 1972 і 1974 у складі «УАСТ Леви».

## Виступи за збірну
Крат відіграв чотирнадцять матчів за національну збірну між 1968 і 1972 роками. Його дебютною грою була гра 15 вересня 1968 року з Ізраїлем. У той час США готувалися до кваліфікаційних матчів Чемпіонату світу з футболу 1970 року. Крат відіграв всі шість матчів, а його команді не вдалося подолати відбірковий турнір. У 1970 і 1971 роках національна збірна не мала жодних ігор. Нік відновив виступи у збірній в 1972 році, зіграв перші три гри.

### Усі матчі за національну збірну
| Дата       | Місто                                | Господарі | Результат | Гості              | Турнір            | Голи | Примітки  |
| ---------- | ------------------------------------ | --------- | --------- | ------------------ | ----------------- | ---- | --------- |
| 15-9-1968  | Нью-Йорк                             | США       | 3 – 3     | Ізраїль            | товариський матч  | -    |           |
| 25-9-1968  | Філадельфія                          | США       | 0 – 4     | Ізраїль            | товариський матч  | -    |           |
| 17-10-1968 | Торонто                              | Канада    | 4 – 2     | США                | Відбір до ЧС 1970 | -    |           |
| 20-10-1968 | Порт-о-Пренс                         | Гаїті     | 3 – 6     | США                | товариський матч  | -    |           |
| 21-10-1968 | Порт-о-Пренс                         | Гаїті     | 5 – 2     | США                | товариський матч  | -    |           |
| 23-10-1968 | Порт-о-Пренс                         | Гаїті     | 1 – 0     | США                | товариський матч  | -    |           |
| 27-10-1968 | Атланта                              | США       | 1 – 0     | Канада             | Відбір до ЧС 1970 | -    |           |
| 2-11-1968  | Канзас-Сіті (Канзас)                 | США       | 6 – 2     | Бермудські Острови | Відбір до ЧС 1970 | -    |           |
| 10-11-1968 | Гамільтон (Бермудські острови)       | США       | 6 – 2     | Бермудські Острови | Відбір до ЧС 1970 | -    |           |
| 20-4-1969  | Порт-о-Пренс                         | Гаїті     | 2 – 0     | США                | Відбір до ЧС 1970 | -    |           |
| 11-5-1969  | Сан-Дієго                            | США       | 0 – 1     | Гаїті              | Відбір до ЧС 1970 | -    |           |
| 20-8-1972  | Сент-Джонс (Ньюфаундленд і Лабрадор) | Канада    | 3 – 2     | США                | Відбір до ЧС 1974 | -    |           |
| 29-8-1972  | Балтимор                             | США       | 2 – 2     | Канада             | Відбір до ЧС 1974 | -    | Замінений |
| 3-9-1972   | Мехіко                               | Мексика   | 3 – 1     | США                | Відбір до ЧС 1974 | -    |           |
| Усього     |                                      | Матчів    | 14        |                    | Голів             | 0    |           |